# (7373) Stashis
(7373) Stashis (1979 QX9) – planetoida z pasa głównego asteroid okrążająca Słońce w ciągu 5 lat i 216 dni w średniej odległości 3,15 j.a. Została odkryta 27 sierpnia 1979 roku.